# Araneus ocaxa
Araneus ocaxa là một loài nhện trong họ Araneidae.
Loài này thuộc chi Araneus. Araneus ocaxa được Herbert Walter Levi miêu tả năm 1991.